# Volvo F
Volvo F10, F12 a F16 je řada nákladních vozidel vyráběných společností Volvo Trucks v letech 1977 až 1993. Modely F10 a F12 byly uvedeny na trh v roce 1977 s mnoha inovativními funkcemi na svou dobu, zejména bezpečnostní kabinou s vysokou úrovní ergonomie pro řidiče. Výkonnější F16 byl uveden na trh v roce 1987. V letech 1977 až 1993 vyrobilo Volvo asi 200 000 těchto nákladních vozů.
Základní komponenty podvozku a také komponenty hnacího ústrojí nákladních vozidel v době uvedení na trh v roce 1977 do značné míry vycházely z komponentů představených v roce 1973 pro nákladní vozy Volvo řady N. Číslování u těchto modelů udává zdvihový objem motoru v litrech. Byly nabízeny různé výkony a motory prošly v průběhu let několika úpravami. Všechny motory jsou řadové šestiválcové přeplňované vznětové motory vlastní značky Volvo.
Série prodělala během výroby dvě zásadní modernizace. První v roce 1983, kdy byly provedeny velké změny v kabině (větší čelní sklo a zvýšená střecha), vozidla dostala nový podvozek se sníženou hmotností a parabolickými pružinami. Prostorná kabina „Globetrotter“ byla nabízena jako volitelná výbava. Motory také doznaly modernizace, ale výkon zůstal nezměněný. Model F10 získal v roce 1984 ocenění Truck of the Year.
Druhá modernizace přišla v roce 1987 s příchodem výkonnějšího modelu F16 a několika kosmetickými změnami. Nákladní vůz F16 měl nový šestiválcový řadový motor se čtyřmi ventily na válec a jinak umístěným vačkovým hřídelem. Byl široce používán pro přepravu velkých hmotností jako silniční vlaky, včetně přepravy dřeva ve Skandinávii (na trhu dosud dominovaly nákladní automobily značky Scania poháněné motorem Scania V8 a ve Finsku nákladní vozidla Sisu s pohonem Cummins). Byli také populární na silničních vlacích v Austrálii.
V roce 1994 sérii F nahradily vozy řady Volvo FH.

## Galerie

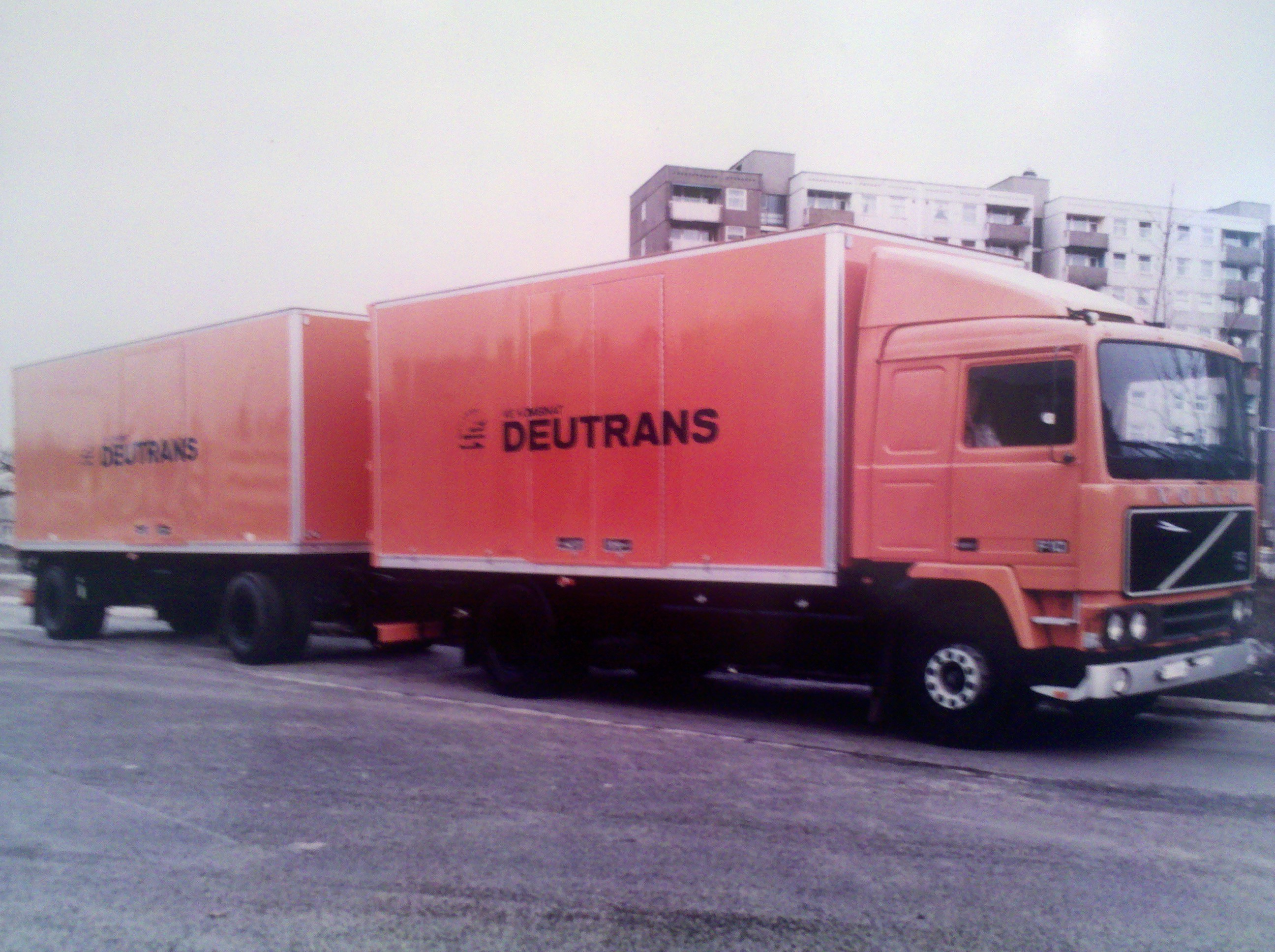
Volvo F10
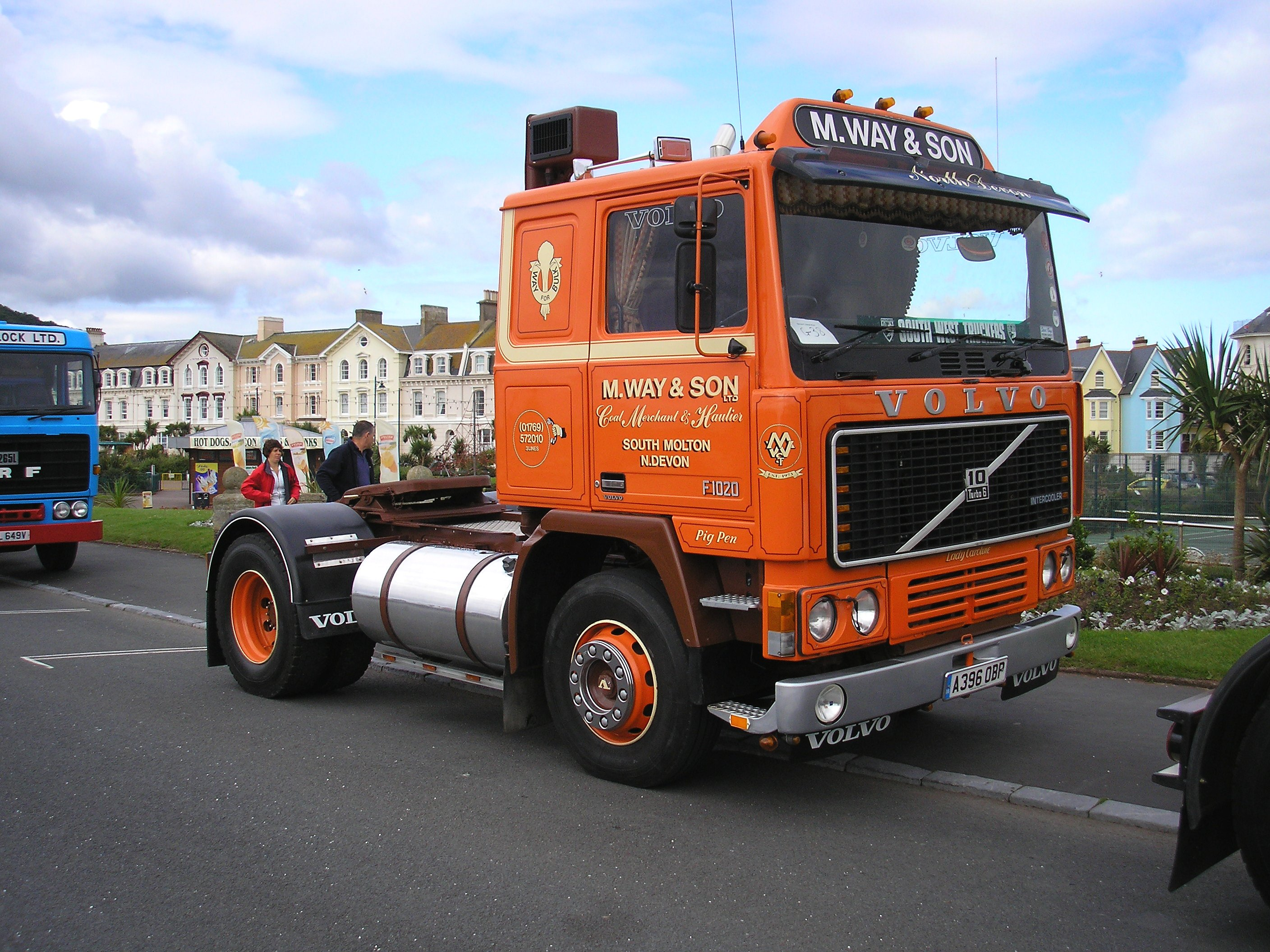
Volvo F10
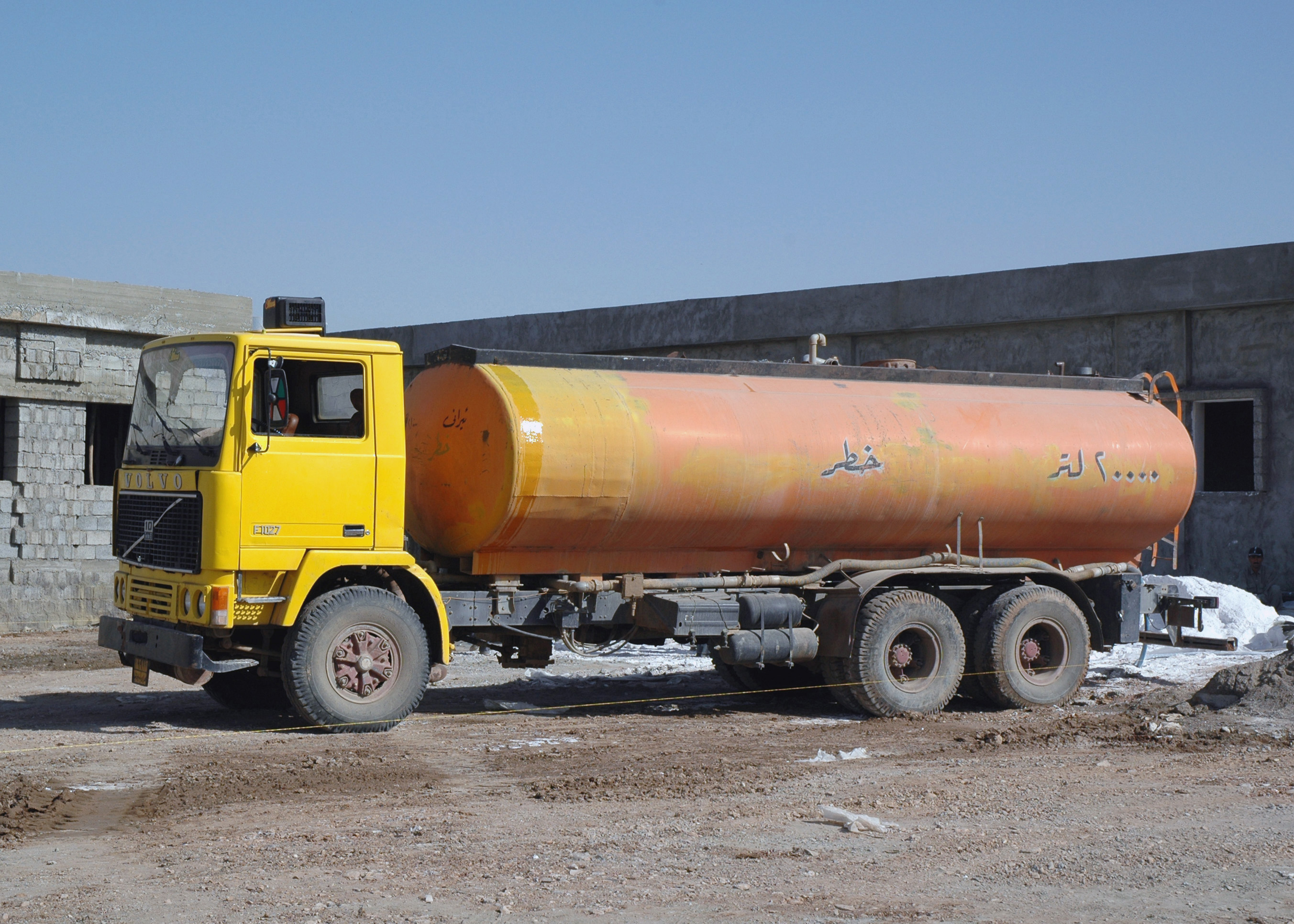
Cisterna Volvo F10
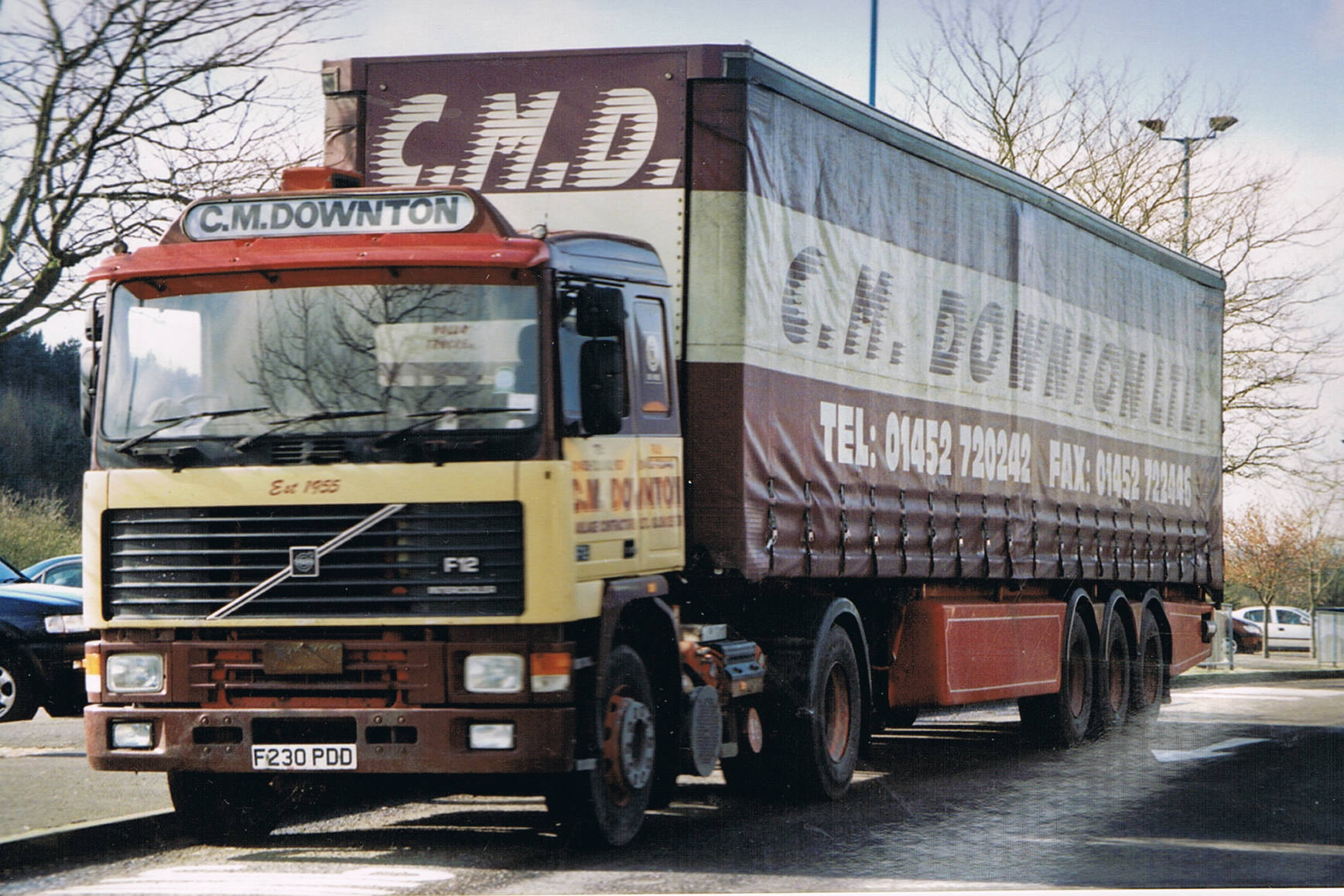
Volvo F12
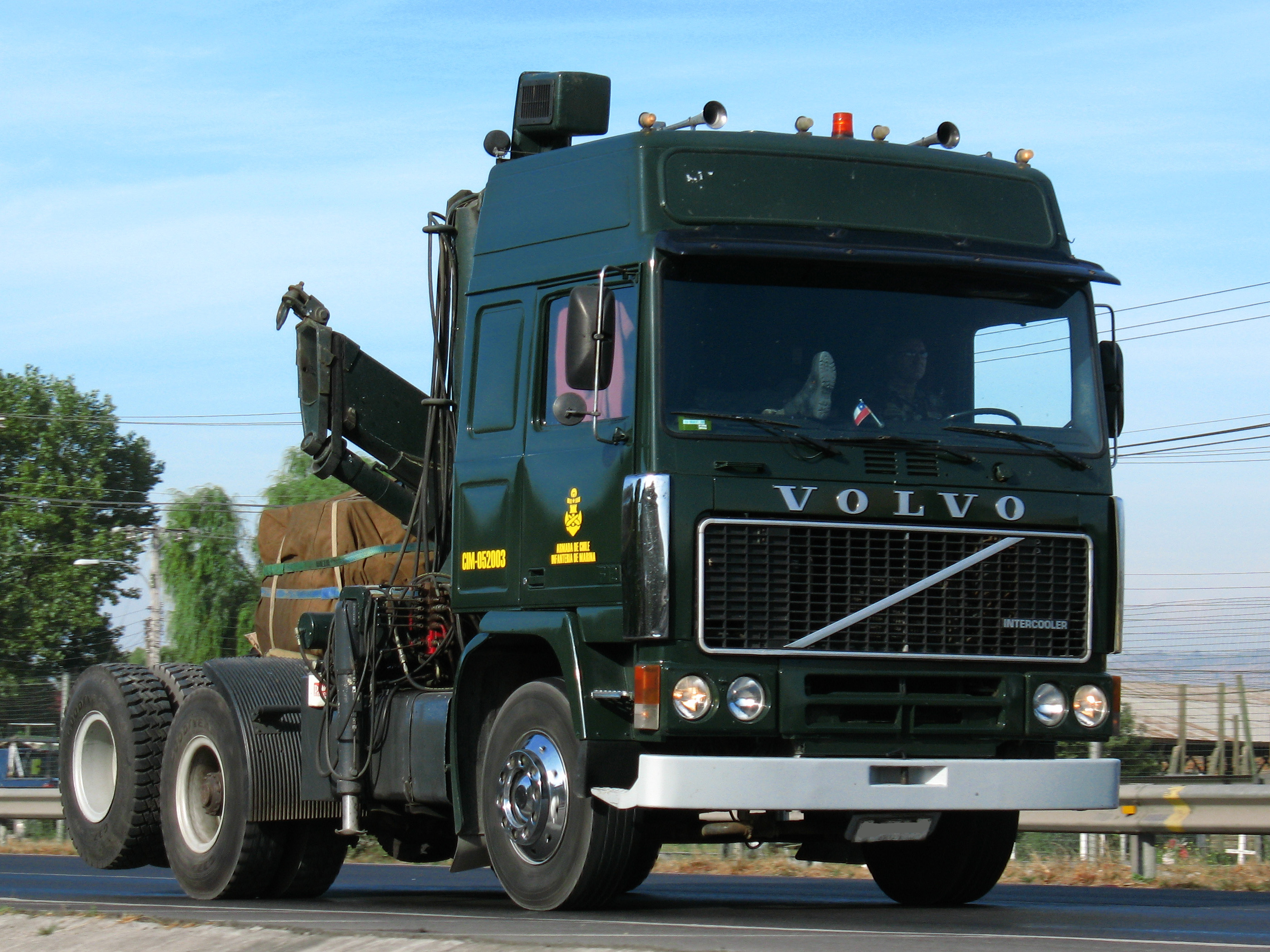
Volvo F12
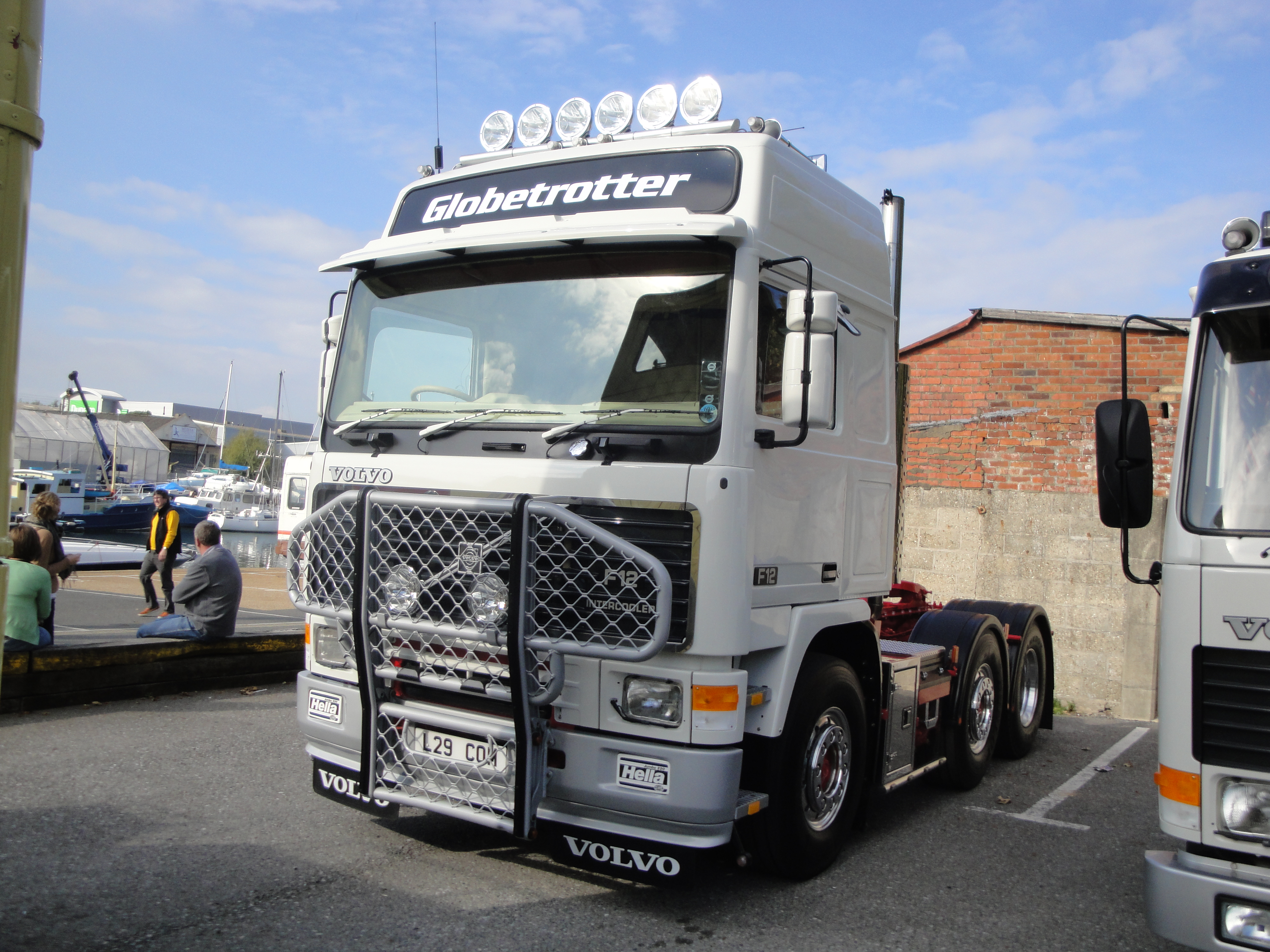
Volvo F12
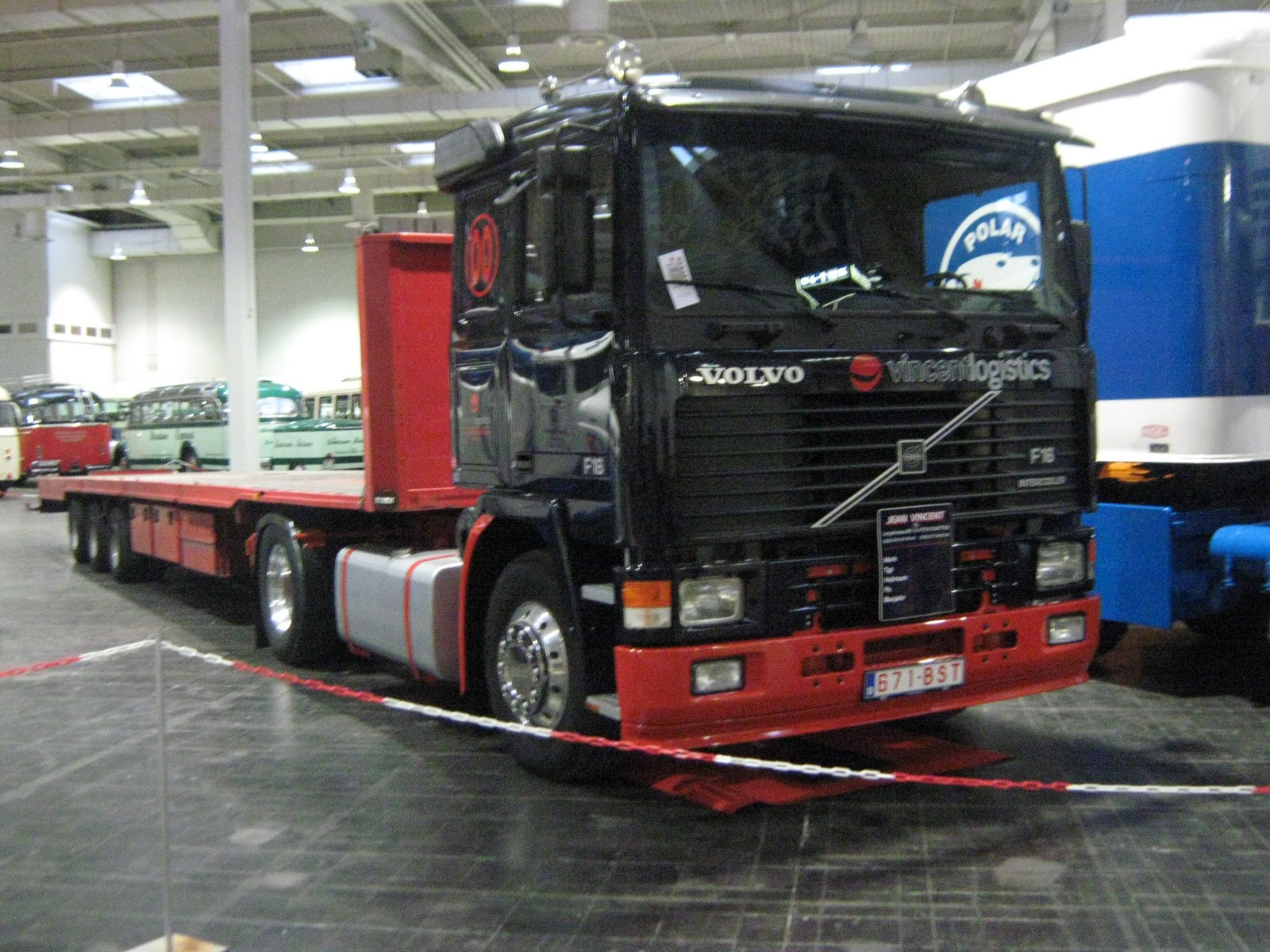
Volvo F16